# Під Закладом
Під За́кладом — лісовий заказник місцевого значення в Україні. Розташований у межах Стрийського району Львівської області, між містом Миколаїв і селом Заклад.
Площа 0,9 га. Статус присвоєно згідно з рішенням Львівської обласної ради від 25.10.2018 року № 931. Перебуває у віданні Миколаївське ДЛГП «Галсільліс» (Миколаївське л-во, кв. 7, вид. 5), Дроговизька сільська рада.
Статус присвоєно для збереження частини лісового масиву, що прилягає до траси Київ — Чоп (автошлях E471). На території заказника облаштована рекреаційна зона.